# Shiner
Shiner è una città della contea di Lavaca, nello Stato del Texas, negli Stati Uniti. Secondo il censimento del 2020, possedeva una popolazione di 2 127 abitanti.

## Geografia fisica
Secondo l'Ufficio del censimento degli Stati Uniti, ha una superficie totale di 2,42 mi² (6,27 km²).

## Storia
Nel 1885 è stato aperto un ufficio postale con il nome di Half Moon in un trading post situato vicino all'odierna Shiner. Nel 1887, la linea ferroviaria della San Antonio and Aransas Pass Railway che era in costruzione nella zona, decise di aggirare Half Moon e costruire i binari sui terreni di proprietà di Henry B. Shiner. Shiner donò 250 acri per il diritto di accesso e la costruzione di un deposito ferroviario, in modo tale da far diventare la città un centro per i mezzi di trasporto. Inizialmente il centro abitato era chiamato New Half Moon, ma nel 1888 venne denominato in Shiner. La città è stata riconosciuta nel 1890. Gli immigrati cechi e tedeschi divennero, a un certo punto, tra le principali etnie della città.

## Società

### Evoluzione demografica
Secondo il censimento del 2020, la popolazione era di 2 127 abitanti. Al precedente censimento, quello del 2010, la popolazione era di 2 069 abitanti.

### Etnie e minoranze straniere
Secondo il censimento del 2020, la composizione etnica della città era formata dal 75,79% di bianchi, il 7,33% di afroamericani, lo 0,33% di nativi americani, lo 0,28% di asiatici, lo 0,24% di altre etnie e il 3,43% di due o più etnie. Ispanici o latinos di qualunque etnia erano il 12,6% della popolazione.